# Delias denigrata
Delias denigrata is een vlindersoort uit de familie van de Pieridae (witjes), onderfamilie Pierinae.
Delias denigrata werd in 1927 beschreven door Joicey & Talbot.